# صادوق كيسي
صادوق كيسي (بالإنجليزية: Zadok Casey)‏ (و. 1796 – 1862 م) هو سياسي أمريكي ولد في مقاطعة غرين (جورجيا).